# Дженнингс, Кен
Кеннет Уэйн Дженнингс III (родился 23 мая 1974 года) — американский участник и автор телеигр. Является рекордсменом американских телеигр с самым высоким заработком за все время. Дженнингс держит рекорды по самой длинной победной серии в США в телеигре «Jeopardy!» с 74 победами, по наивысшему среднему количеству правильных ответов за игру (среди тех, кто более 300 раз ответил верно) со значением 35,9 во время его рекордной серии (ни один другой участник не превысил 30) и 33,1 в целом, включая турниры и специальные выпуски. В 2004 году Дженнингс выиграл 74 раза подряд в «Jeopardy!», прежде чем был побеждён Нэнси Зерг. Его общий заработок в «Jeopardy!» составляет 4 522 700 долларов, из которых: 2 522 700 долларов за 74 победы и второе место в 75-й игре; приз $ 500 000 за второе место в  чемпионском турнире 2005 года; приз $ 300 000 за второе место в «IBM Challenge» (2011), когда он проиграл компьютеру Уотсон, но стал первым человеком, опередившим Брэда Раттера, занявшего третье место; приз за второе место в $ 100 000 в «Битве десятилетий» (2014); приз за второе место в $ 100 000 (доля в выигрыше его команды в $ 300 000) в «All-star Games» (2019); и приз за первое место в $ 1 000 000 в «The Greatest of All Time» (2020), где обыграл Б. Раттера и Джеймса Хольцхауэра.
Сумма его выигрышей была превзойдена Б. Раттером, который победил Дженнингса в финале «Jeopardy! Ultimate Tournament of Champions», выиграв $ 2,000,000. Дженнингс восстановил свой рекорд после участия в нескольких других игровых шоу, кульминацией чего стали его результаты в октябре 2008 года в «Кто умнее пятиклассника?», хотя Раттер сохранил рекорд по самым высоким выигрышам «Jeopardy!» и ещё раз обошёл Дженнингса после победы в турнире «Битва десятилетий».
После успеха в «Jeopardy!» Дженнингс в 2006 году опубликовал книгу «Brainiac: Adventures in the Curious, Competitive, Compulsive World of Trivia Buffs», написав о своём опыте и исследовав историю и культуру американских викторин.

## Ранние годы
Дженнингс родился в Эдмондсе, штат Вашингтон. С 1981 по 1992 год рос в Сеуле, после чего с 1992 по 1996 год жил в Сингапуре, где его отец работал в сфере международного права, а затем в качестве юриста Азиатско-Тихоокеанского отдела Oracle Corporation. В детстве Кен смотрел «Jeopardy!» на американском телевидении American Forces Network.
Дженнингс посещал Сеульскую иностранную школу, где он получил диплом Международного бакалавриата. Затем он получил степень по информатике и английскому языку в Университете Бригама Янга, где он играл в школьной команде quiz bowl в течение трех с половиной лет. Одним из соседей Дженнингса по комнате в BYU был будущий фэнтезийный автор Брэндон Сандерсон. Дженнингс учился в Университете Вашингтона на первом курсе.

## Серия побед на «Jeopardy!»
До 2003 года участники конкурса «Jeopardy!» были ограничены пятью играми подряд. В начале 20-го сезона шоу (в 2003 году) правила были изменены, чтобы позволить участникам оставаться в шоу до тех пор, пока они продолжают побеждать. После изменения этого правила и до победной серии Дженнингса рекордное число побед подряд было установлено Томом Уолшем, который выиграл $ 186 900 в восьми играх в январе 2004 года.
До появления «Jeopardy!» Дженнингс был членом команды викторины Bowl Bowl. Серия побед Дженнингса началась во время двадцатого сезона «Jeopardy!», с эпизода, транслированным 2 июня 2004 года, в котором он обошел двукратного чемпиона Джерри Харви, и продолжалась до 21 сезона. В этом первом эпизоде вся серия побед Дженнингса почти закончилась ещё до того, как началась. Последним вопросом матча было: «Она первая спортсменка по легкой атлетике, которая выиграла медали в пяти различных соревнованиях на одной Олимпиаде».  Дженнингс ответил «Кто такая Джонс?», используя только фамилию Марион Джонс (которая не была лишена медалей до декабря 2007 года). Ведущий Алекс Требек сказал: «Мы примем этот ответ, с точки зрения спортсменок, их не так много». Если бы ответ не был принят, то Дженнингс занял бы третье место, а его соперник Юлия Лазарь выиграла бы игру. Забег Дженнингса был прерван межсезонным перерывом (с июля по сентябрь) 2004 года. Он не участвовал в Турнире чемпионов, так как приглашения распространяются только на чемпионов, которые уже были побеждены (за исключением победителя (победителей) чемпионата колледжа), что тогда ещё не произошло с Дженнингсом.

### Конец победной серии
30 ноября 2004 года правление Дженнингса как чемпиона «Jeopardy!» закончилось, когда он проиграл свою 75-ю игру сопернику Нэнси Зерг. Дженнингс неправильно ответил на Double Jeopardy! Daily Doubles, в результате чего он потерял в общей сложности 10 200 долларов (5400 и 4800 долларов соответственно) и остался в конце раунда с 14 400 долларами. В результате, только в десятый раз в 75 играх Дженнингс не имел непреодолимого лидерства в финальном раунде «Jeopardy!». Только Дженнингс и Зерг, которые покончили с Double Jeopardy! с $ 10000, смогли сыграть в Final Jeopardy!, так как участник, занимавший третье место, Дэвид Хэнкинс, не смог закончить с положительным счетом после Double Jeopardy!.
В финальном раунде игры вопрос в категории «Бизнес и промышленность» звучал так: «Большая часть из 70 000 сезонных белых воротничков этой фирмы работает только четыре месяца в году». Дженнингс выглядел озадаченным, пока писал свой ответ, а Зерг быстро закончила. Зерг правильно ответила «Что такое H&R Block?» и поставила на кон 4 401 из 10 000 долларов, опередив Дженнингса на 1 доллар, когда его ответ ещё не был раскрыт. Дженнингс неправильно ответил «Что такое FedEx?» и проиграл с окончательным счетом 8 799 долларов после того, как его ставка в 5 601 доллара была вычтена из его счета. После того, как его ответ был признан неверным, зрители громко ахнули, и Нэнси была шокирована, узнав, что она победила. За второе место он был получил 2000 долларов, что дало ему итоговую сумму в 2 522 700 долларов за участие в «Jeopardy!». Зерг, которую Дженнингс назвал «грозным противником», заняла третье место на следующем шоу. Аудитория устроила овации в честь обоих участников, и Требек назвал Зерг «гигантским убийцей», когда Дженнингс обнял её.
На трансляцию 75 матчей Дженнингса ушло 182 календарных дня.
Его проигрышный эпизод можно увидеть на DVD-релизе 2005 года «Jeopardy: взгляд изнутри на американские любимые викторины», выпущенном Sony Pictures Home Entertainment.

### Эффект от серии побед на «Jeopardy!»
«Jeopardy!» принял некоторые изменения за кулисами во время серии побед Дженнингса. Обычно игрокам дается только короткое время для тренировки, но было добавлено больше времени для репетиций, чтобы новые игроки могли освоиться со звуковыми сигналами. Кроме того, сменился человек, который управлял системой зуммера. В своей книге «Brainiac» Дженнингс говорит, что согласованность действий менеджера давала все большее преимущество игрокам, и что изменение внесло заметные различия во Второй сезон, что он был на шоу. В какой-то момент диктор Джонни Гилберт перестал объявлять об общих победах Дженнингса во время открытия шоу.
1 декабря 2004 года, на следующий день после его поражения, «Jeopardy!» порвала с данной традицией, и Дженнингс выступил в качестве гостя в начале трансляции, во время которого ведущий Алекс Требек признал его успех и перечислил различные рекорды телеигр, которые он побил.
Дженнингс появился в Книге рекордов Гиннеса под заголовком «Больше всего выигранных денег на игровом шоу».

#### Рейтинговый эффект
В соответствии с рейтингом Нильсена, рейтинги «Jeopardy!» были на 22% выше во время серии Дженнингса, чем в тот же период предыдущего года. В течение нескольких недель подряд выигрышная серия «Jeopardy!» была признана синдицированной программой телевидения с самым высоким рейтингом. Спустя несколько недель после окончания 20-го сезона «Jeopardy!» шоу превзошло сестринскую программу «Колесо Фортуны» в рейтингах, хотя «Wheel» по-прежнему выиграла от серии побед на рынках, где «Jeopardy!» является отправной точкой в общей тактике планирования для обоих шоу.

### Появление в СМИ во время серии побед
История Дженнингса широко освещалась в американских СМИ. После своей 38-й победы на «Jeopardy!» во время летнего перерыва между съемками Дженнингс выступил в качестве гостя на «Live with Regis and Kelly». Там Дженнингс заявил, что ему не удалось претендовать на участие в «Кто хочет стать миллионером», которое когда-то проводил Регис Филбин. Во время этого гостевого выступления Дженнингс сказал: «Jeopardy!» — это игра для мужчин… она не похожа на «Миллионера».
Дженнингс появился в «Позднем шоу с Дэвидом Леттерманом», чтобы представить «десятку лучших» Дэвида Леттермана (Лучшие десять способов раздражать Алекса Требека). Он снова появился в программе в тот вечер, когда его финальное шоу транслировалось по телевидению, в дополнение к эпизодам интервью, которые транслировались в ту ночь в местных новостных программах поздним вечером и на Nightline. Барбара Уолтерс выбрала Дженнингса в качестве одного из «десяти самых очаровательных людей 2004 года» для своего двенадцатого ежегодного специального выпуска ABC News, которое вышло в эфир 8 декабря 2004 года. Во время своего медиа-тура после его финальной игры, Дженнингс записал на пленку фрагмент «Улицы Сезам». TV Guide показал сегмент «Лучшие десять телевизионных моментов 2004 года», в котором поражение Дженнингса заняло третье место. 1 декабря 2004 года A&E Network выпустила в эфир эпизод «Биография» о Дженнингсе и других знаменитостях «Jeopardy!», включая Фрэнка Спангенберга и Эдди Тиманус.

## Турниры «Jeopardy!»
28 декабря 2004 года Sony объявила о 15-недельном 75-шоу «Jeopardy! Ultimate Tournament of Champions». В турнире приняли участие игроки Турнира чемпионов, Чемпионат колледжа и Победители подросткового турнира из 21-летнего забега, а также более 100 пятикратных чемпионов. Исполнительный продюсер «Jeopardy!» Гарри Фридман объяснил:
«Изменение правила 2003 года, которое позволяет игрокам „Jeopardy!“ продолжать играть до тех пор, пока они не будут побеждены, поставило вопрос о том, как другие пятикратные чемпионы могли бы играть по этому правилу. Этот турнир — возможность дать этим бывшим чемпионам ещё один шанс проявить себя».
Поле насчитывало 145 игроков, включая Дженнингса, который, в отличие от других конкурентов, автоматически попал в финал. Турнир Чемпионов предлагал значительные денежные призы; с главным призом в размере 2 000 000 долларов США победителю, 500 000 долларов США за второе место и 250 000 долларов США за третье. Гарантированный призовой фонд был предложен всем участникам.
В последнем туре Брэд Раттер окончательно победил Дженнингса и Джерома Вереда с соответствующими итоговыми результатами в 62 000, 34 599 и 20 600 долларов США. Дженнингс выиграл приз в размере 500 000 долларов США за второе место, но в результате окончательного турнира Раттер временно сместил его как победителя самой крупной суммы денег на телеиграх. Дженнингс сказал, что он все ещё доволен своим вторым местом.
С 14 по 16 февраля 2011 года в «Jeopardy! IBM Challenge» компьютерная компания Watson выступила против Дженнингса и Раттера в двух матчах, сыгранных за три дня. Победителем игр стал компьютер Уотсон, выигравший 1 миллион долларов для двух благотворительных организаций, тогда как Дженнингс стал вторым, а Раттер — третьим, получив соответственно 300 000 и 200 000 долларов США. Дженнингс и Раттер обещали пожертвовать половину своего выигрыша на благотворительность.
Это была первая в истории телеигра «человек против машины». В конце первого эпизода, в котором был показан только первый раунд матча, Раттер шел наравне с Уотсоном с суммой 5000 долларов США, а Дженнингс был третьим с 2000 долларов США. После второго эпизода, в котором первая игра была завершена, Дженнингс остался на третьем месте с $ 4800, в то время как у Раттера было $ 10400. Матч завершился лидерством Уотсона с 77 147 долларов США, 24 000 долларов США у Дженнингса и 21 600 долларов США у Раттера. Ниже своего ответа во время финального раунда, Дженнингс написал на своем экране «Я, например, приветствую наших новых компьютерных повелителей». Это был первый раз, когда Раттер был побежден в игре против игрока-человека, хотя поражение не было занесено в официальную статистику Раттера, так как соревнование считалось скорее представлением.
Дженнингс написал о том, как играл против Уотсона для Slate.
В 2014 году «Jeopardy!» выпустила в эфир 5 недельный турнир «Jeopardy! Битва десятилетий». Дженнингс добрался до финала вместе с Брэдом Раттером и Роджером Крэйгом. Дженнингс занял второе место, выиграв приз в 100 000 долларов, а Раттер занял первое место, получив приз в 1 000 000 долларов.
В 2019 году в «Jeopardy! Битва звезд», с 18 бывшими чемпионами Дженнингс был одним из шести капитанов, выбрав занявшего второе место в Турнире чемпионов в 2015 году Мэтта Джексона и чемпиона турнира колледжей 2012 года Монику Тьё (случайно выбившую Дженнингса в эпизоде 2016 года «500 Вопросов»), чтобы завершить свою команду из трех человек «Team Ken». Команда Кена проиграла команде, возглавляемой Раттером, и заняла второе место. Дженнингс выиграл 100 000 долларов, одну треть от приза за второе место в 300 000 долларов. Это привело его счет денежных выигрышей в «Jeopardy!» за всю жизнь к 3 522 700 долларов.
В июне 2019 года Дженнингс заявил, что будущая вражда между ним и рекордсменом Jeopardy! Джеймсом Хольцхауэром будет «неотразимой».
18 ноября 2019 года ABC объявила, что Дженнингс вместе с Брэдом Раттером и Джеймсом Хольцхауэром вернутся в «Jeopardy!» 7 января 2020 года, чтобы определить, кто является «Величайшим за все время». Дженнингс выиграл чемпионат, получив титул «Величайший за все время».

## ПомимоJeopardy!
Воспользовавшись дурной славой того, что Дженнингс проиграл в «Jeopardy!» из-за них, H&R Block предложили Дженнингсу бесплатное налоговое планирование и финансовые услуги до конца своей жизни. Старший вице-президент H&R Block Дэвид Байерс подсчитал, что Дженнингс должен был уплатить около 1,04 млн долларов в виде налогов за свои выигрыши.
В 2011 году Дженнингс вспомнил, как в 2004 году демократические политики Чак Шумер и Гарри Рид безуспешно просили Дженнингса баллотироваться в Сенат США от Юты. Дженнингс прокомментировал ситуацию следующим образом: «Именно тогда я понял, что Демократическая партия была f@#$ed [обречена] в 04».
Дженнингс написал несколько книг. «Brainiac: Adventures in the Curious, Competitive, Compulsive World of Trivia Buffs» подробно рассказывает о его опыте «Jeopardy!» и его исследованиях культуры викторин, проведенных после завершения его серии побед. «Альманах Кен Дженнингса: 8 888 вопросов за 365 дней», книга в твердом переплете, представляет собой сборник вопросов викторины — с 3 категориями и примерно 20 вопросами в день в течение года. «Maphead: Charting the Wide, Weird World of Geography Wonks explores the world of map and geography enthusiasts» исследует мир любителей карт и географии. «Потому что я так сказал!» — юмористическое исследование «Мифов, сказок и предостережений, которые каждое поколение передает своим детям». Он также написал пять книг в своей детской серии «Junior Genius Guides».
У Дженнингса также была колонка в журнале «Mental Floss» под названием «Шесть степеней Кена Дженнингса», в которой читатели представляли две совершенно разные вещи, и он должен объединить их ровно в шесть ходов, в основном в том же духе, как игра «Шесть шагов до Кевина Бейкона». Колонка существовала с ноября 2005 до выпуска за сентябрь — октябрь 2010 года.
По словам Variety, Дженнингс и телевизионный продюсер Майкл Дэвис объединились в качестве исполнительных продюсеров в новом формате телеигр для Comedy Central. Согласно руководителям Comedy Central, было запланировано, что Дженнингс будет проводить и принимать участие в новом шоу. Премьера была запланирована на конец 2005 года или в первом квартале 2006 года; по состоянию на апрель 2006 года развитие застопорилось, и будущее шоу оставалось неопределенным. Дженнингс объяснил на своем веб-сайте, что запущенное в то время шоу Стивена Колберта оказалось таким успешным, что Comedy Central решили, что они больше не были заинтересованы в рынке теле-викторин. Однако по состоянию на середину 2006 года Кен все был заинтересовал в потенциальном игровом шоу под названием «Кен Дженнингс против остального мира».
Дженнингс появился в «The Colbert Report» 13 сентября 2006 года. Во время интервью Стивен Кольберт обсуждал книгу Дженнингса «Brainiac» и издевался над ним за незнание количества страниц в книге. После того, как Кольбер придумал слово, чтобы описать интеллектуальный занудство, «poindexterity», Дженнингс снова и снова возвращался к тому, что было бы более подходящим существительным для «poindexter». Тогда же Дженнингс отметил, как он уже сделал ранее в тот день на National Public Radio в программе Talk of the Nation, что после его серии побед люди «кажется, имеют сверхсложные вопросы» на случай, если они столкнутся с ним.
Он также дважды появлялся в программе NPR «Подождите, подождите … Не говорите мне!». В своем выступлении 25 февраля 2006 года в сегменте «Не моя работа» он правильно ответил на все три вопроса, выиграв слушателя программы Карла Касселя на домашнем автоответчике этого человека. Дженнингс заявил: «Это самый гордый момент в моей игровой жизни». 1 июня 2013 года Дженнингс дебютировал в качестве участника дискуссии на «Подождите, подождите, не говорите мне!»
««Entertainment Weekly» поместил его выступление в список «лучших моментов» в конце десятилетия, сказав: «Ответ: инженер-программист из Юты, он доминировал в викторине в течение рекордных 74 шоу в 2004 году, накопив $ 2,520,700. Вопрос: кто такой Кен Дженнингс?»

### Появление в других телеиграх
Дженнингс появился в первых двух эпизодах телеигры NBC 1 против 100» 13 и 20 октября 2006 года как участник мафии. Он неправильно ответил на вопрос: «Какого цвета пространство № 1 на стандартном рулеточном колесе?» сказав «черный» вместо «красный» во втором эпизоде, после чего выбыл из игры. Он покинул шоу с 714,29 $, его доля из приза составила $ 35 000, поделенного между 49 членами Mob. Дженнингс вернулся на шоу для особого эпизода «Last Man Standing», который был показан 9 февраля 2007 года. Он выбыл в финальном раунде, неправильно ответив на вопрос о том, какой из трех вариантов был женат чаще всего. Его ответ был Генри VIII, тогда как правильный ответ был Ларри Кинг. Этот эпизод был первым разом, когда Дженнингс имел шанс на матч-реванш против Брэад Раттера, который также был частью мафии и был устранен до Дженнингса.
В 2007 году Дженнингс был приглашен стать участником телеигры «Большой шлем», организованного Деннисом Миллером и Амандой Бирам. Шоу дебютировало в Game Show Network (GSN) 4 августа 2007 года, и в нём приняли участие шестнадцать бывших победителей телеигр в одиночном турнире. Дженнингс, посаженный вторым после Брэда Раттера, выиграл турнир и стал чемпионом Большого шлема 2007 года после победы над Оги Огасом (победителем второго круга против Раттера) в финале. За свою победу он заработал 100 000 долларов.
Дженнингс был участником эпизода шоу «Кто умнее пятиклассника??», который транслировался 10 октября 2008 года и позволил ему превзойти общий выигрыш Раттера на игровых шоу. После выигрыша в 500 000 долларов, достаточного для того, чтобы превзойти Раттера, Дженнингс предпочел не пытаться ответить на последний вопрос в 1 000 000 долларов, который вычел бы 475 000 долларов из его выигрыша, если бы он не ответил на него. Как это принято на шоу, Дженнингсу был предложен вопрос, чтобы посмотреть, что случилось бы, и он дал правильный ответ. Если бы он рискнул своим выигрышем и правильно ответил на вопрос, он стал бы вторым победителем шоу с миллионами долларов.
С 2008 по 2009 год Дженнингс появлялся в GSN по пятницам для викторины «GSN Live». Зрители из дома отправляли свои вопросы через веб-сайт GSN. Четыре абонента висели на линии, и Дженнингс выбирал одну из категорий. Звонящий по категории, которую он выбрал, проходил далее на линию и зачитывал свой вопрос. Если Дженнингс не отвечал или ошибался, звонящий выигрывал 1000 долларов или больше. Каждый раз, когда Дженнингс был прав, джекпот увеличивался на 1000 долларов. Все абоненты получали небольшой приз, независимо от того, приняли они участие в эфире или нет.
Дженнингс появлялся в нескольких эпизодах «Doug Loves Movies», организованный Дугом Бенсоном, и несколько раз выигрывал.
Дженнингс также появлялся на двух других игровых шоу Sony Pictures Television, «Кто хочет стать миллионером» как частый эксперт по спасательному кругу «Спросите эксперта», а также записал на пленку пилот для предлагаемого в 2009 году CBS возрождения телеигры Sony «Пирамида за 25 000 $».
Дженнингс появился в «Миллионере» в 2014 году в качестве участника во время недели, посвященной Книге рекордов Гиннеса, где он выиграл 100 000 долларов, решив уйти от вопроса в 250 000 долларов. Если бы он пошел на это, он был бы прав и выиграл бы 250 000 долларов.
Дженнингс появился на премьере второго сезона «500 Questions» 26 мая 2016 года и был выбит из игры на четвёртом вопросе чемпионкой колледжа зимы 2012 года Моникой Тье, покинув игру без выигрыша.
Дженнингс появился в эпизоде «@midnight», вышедшем в эфир 15 мая 2017 года, во время четвёртого сезона, который он выиграл. В результате он стал самым смешным человеком в Интернете 16 мая 2017 года.
В апреле 2019 года было объявлено, что Дженнингс станет одним из восьми «Экспертов по викторинам» для новой сетевой программы Game Show Network «Best Ever Trivia Show», которую ведет Шерри Шеперд. Премьера шоу состоялась в 16:00 10 июня 2019 года.

### Американский турнир по кроссвордам
Дженнингс выиграл Американский турнир по кроссвордам (ACPT) в 2006 году в категории новичков. Дженнингс занял 37-е место в своем первом соревновании. Он также выступил в качестве вручителя премии, став первым участником конкурса, который вручил награду самому себе. С тех пор он не участвовал в турнире.

### Kennections
У Дженнингса была еженедельная колонка головоломок Kennections  в Parade. В колонке задавалось пять вопросов и ответы на все из них были связаны с загадочной темой, о которой читатели должны были догадаться. «Парад» прекратил публикацию викторины в начале 2015 года и удалил ссылки на архивные викторины в марте 2015 года. Теперь ссылки появляются в онлайн-версии журнала «Mental Floss».

### Вторничные письма
Каждый вторник Дженнингс отправляет электронное письмо, содержащее семь вопросов, один из которых обладает защитой от Google . Подписчики отправляют свои ответы на все семь вопросов в обратном письме, и результаты сохраняются на табло в блоге Дженнингса. Иногда он предпочитает проводить многонедельные турниры, награждая главного отвечающего со всеми правильными ответами такими призами как подписанная копия своей книги.

### Твиттер
Дженнингс активен в Твиттере. Paste назвал его аккаунт одним из «75 лучших аккаунтов Twitter 2014 года», поместив его на 10-е место.

#### Противоречивые ситуации
Некоторые из твитов Дженнингса были предметом споров. 22 сентября 2014 года он подвергся критике после того, как написал в Твиттере: «Нет ничего печальнее, чем горячий человек в инвалидной коляске».
10 ноября 2015 года Дженнингс подвергся критике после того, как он написал в шутку о смерти Даниэля Флитвуда, большого фаната «Звездных войн», который умер от рака. Умирающим желанием Флитвуда было увидеть «Звездные войны: Пробуждение силы», опасаясь, что он вряд ли доживет до того, чтобы посмотреть фильм, когда он будет показан в кинотеатрах в декабре 2015 года. Для него была запущена онлайн-кампания, его желание было исполнено только за несколько дней до его смерти. Дженнингс сказал: «Это не может быть хорошим признаком, что каждый фанат, который посмотрел новый фильм „Звездные войны“, вскоре умер».
Дженнингс снова столкнулся с критикой в свой адрес, когда 31 мая 2017 года он написал шутку с участием Баррона Трампа, самого младшего ребёнка президента США Дональда Трампа. По словам TMZ, после того, как 11-летний Баррон Трамп увидел изображение Кэти Гриффин с кровавой маской Трампа, он поверил, что это было реально, и закричал. Дженнингс писал: «Бэррон Трамп увидел очень длинный галстук на куче просроченных мясных деликатесов в мусорном контейнере. Он думает, что это его папа, и его маленькое сердце разбивается». После того, как твит вызвал споры, Дженнингс сказал: «Шутка не высмеивает Баррона. Она насмехается над использованием его в качестве политического прикрытия».
В августе 2018 года Дженнингс вновь подвергся критике за описание пожилой женщины, пишущей в Twitter о своем покойном сыне. Когда она написала в Твиттере о любви сына к телевизионному персонажу 1980-х годов Альфу, Дженнингс ответил: «Эта ужасная бабушка МАГА — мой любимый человек в Твиттере».

### Подкаст «Омнибус»
7 сентября 2017 года HowStuffWorks представили новое шоу под названием «Омнибус», организованное совместно с Дженнингсом и Джоном Родериком, фронтменом инди-рок-группы Долгие зимы. Они выберут темы, которые, по их мнению, могут быть потеряны для истории, и обсудят их.

## Продвижение
Дженнингс согласился на сделку с Microsoft по продвижению их программного обеспечения для энциклопедии «Encarta» (которое впоследствии было прекращено). Он также участвует в переговорах через агентство American Program Bureau из Массачусетса. В 2005 году Cingular Wireless (сейчас AT&T) показывали Дженнингса в рекламных роликах, изображая его в окружении «друзей и семьи».
Университетские игры выпустили настольную игру «Можешь ли ты победить Кена?», В которой игроки соперничают друг с другом и с Дженнингсом, пытаясь первыми заработать 2,6 миллиона долларов. Каждый вопрос в игре был задан Дженнингсу, и его ответы, как правильные, так и неправильные, записаны на карточках.
Кен Дженнингс был активным участником приложения викторины FleetWit, регулярно принимая участие в викторинах в прямых трансляциях. По состоянию на март 2018 года он в среднем правильно ответил на 89 % вопросов и выиграл более 2000 долларов США.
Дженнингс регулярно участвует в LearnedLeague под именем «JenningsK».

## Личная жизнь
У Дженнингса и его жены Минди (урожденной Боам) есть сын Дилан, родившийся в 2002 году, и дочь Кейтлин (Кэти), родившаяся в 2006 году.
В настоящее время они проживают в Сиэтле. Кен заявил, что является заядлым фанатов комиксов и фильмов и что у него есть веб-сайт, на котором перечислены его 4000 любимых фильмов. Он также пишет вопросы, редактирует категории «литература» и «мифология», а также активно участвует в Национальных академических турнирах по викторинам (NAQT) и в непосредственной организации викторины; в частности, он модерировал на национальных старших школьных турнирах NAQT в Чикаго в 2005, 2006 и 2009 годах.
Во время его победной серии «Jeopardy!» Дженнингс был инженером-программистом в CHG Healthcare Services, фирме, занимающейся медицинским обслуживанием в Холлидей, штат Юта.
Дженнингс является членом Церкви Иисуса Христа Святых последних дней.